# Onorificenze olandesi
Elenco delle onorificenze e degli ordini di merito e cavallereschi distribuiti dal Regno d'Olanda dalla sua fondazione ai giorni nostri.

## Regno napoleonico d'Olanda
| Nastro | Onorificenza           |
| ------ | ---------------------- |
|        | Ordine dell'Unione     |
|        | Ordine al merito reale |

## Principato dei Paesi Bassi Uniti
| Nastro | Onorificenza         |
| ------ | -------------------- |
|        | Medaglia di Le Hague |
|        | Medaglia di Naarden  |

## Regno Unito dei Paesi Bassi
| Nastro | Onorificenza          |
| ------ | --------------------- |
|        | Medaglia di Giava     |
|        | Croce di Hasselt      |
|        | Medaglia di Antwerp   |
|        | Medaglia di Dordrecht |

## Regno d'Olanda

### Ordini cavallereschi
| Nastro | Onorificenza                     |
| ------ | -------------------------------- |
|        | Ordine Militare di Guglielmo     |
|        | Ordine del Leone dei Paesi Bassi |
|        | Ordine di Orange-Nassau          |
|        | Ordine del Leone d'Oro di Nassau |
|        | Ordine della Casata d'Orange     |
|        | Ordine per Lealtà e Merito       |
|        | Ordine della Corona              |

## Medaglie e decorazioni di merito
| Nastro | Onorificenza                                       |  |
| ------ | -------------------------------------------------- |  |
|        | Medaglia per le arti e per le scienze              |  |
|        | Medaglia per l'iniziativa economica ed industriale |  |
|        | Croce per Coraggio e Fedeltà                       |  |
|        | Spada d'Onore                                      |  |
|        | Croce olandese della Resistenza                    |  |
|        | Medaglia d'Onore per l'Assistenza Caritatevole     |  |
|        | Distinzione d'Onore                                |  |
|        | Leone di Bronzo                                    |  |
|        | Stella della Resistenza dell'Asia dell'Est         |  |
|        | Croce di Bronzo                                    |  |
|        | Croce di Merito                                    |  |

### Ordini cavallereschi indipendenti o privati tollerati
| Nastro | Onorificenza                                         |  |
| ------ | ---------------------------------------------------- |  |
|        | Sovrano Militare Ordine di Malta                     |  |
|        | Ordine di San Giovanni del Baliaggio dei Paesi Bassi |  |
|        | Ordine Teutonico del Baliaggio di Utrecht            |  |
|        | Ordine dell'Arca d'Oro                               |  |